# Panico del 1857

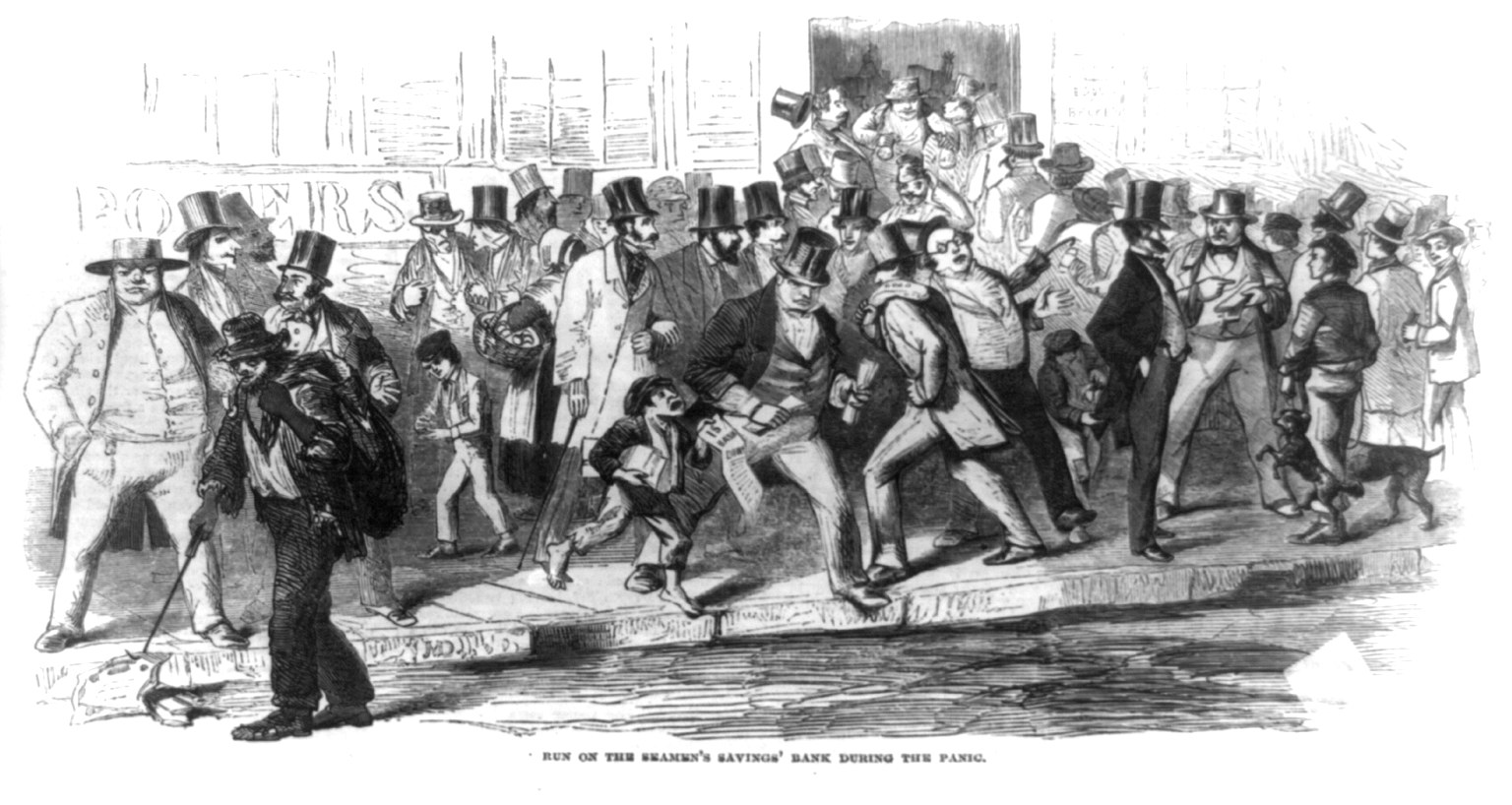
Corsa agli sportelli alla Seamen's Savings' Bank durante il Panico del 1857

Il panico del 1857 fu un panico finanziario negli Stati Uniti causato dal declino dell'economia internazionale e dall'eccessiva espansione dell'economia nazionale. A causa dell'invenzione del telegrafo da parte di Samuel Morse nel 1844, il panico del 1857 fu la prima crisi finanziaria a diffondersi rapidamente in tutti gli Stati Uniti. L'economia mondiale era anche più interconnessa negli anni 1850, il che rese anche il panico del 1857 la prima crisi economica mondiale. In Gran Bretagna, il governo di Palmerston aggirò i requisiti del Bank Charter Act del 1844, che richiedeva riserve d'oro e d'argento corrispondenti alla quantità di denaro in circolazione. Le prime notizie di questo aggiramento scatenarono il panico in Gran Bretagna.
Iniziata nel settembre 1857, la crisi finanziaria non durò a lungo, ma l'economia non si riprese mai del tutto negli anni che portarono alla guerra civile americana nel 1861. L'affondamento della nave SS Central America contribuì al panico del 1857, poiché le banche di New York erano in grande attesa del suo carico d'oro. Dopo il fallimento dell'Ohio Life Insurance and Trust Company, il panico finanziario si diffuse rapidamente portando al fallimento molte società, l'industria ferroviaria subì problemi finanziari e centinaia di lavoratori furono licenziati.
Poiché gli anni immediatamente precedenti il panico del 1857 furono floridi, molte banche, commercianti e agricoltori ne avevano approfittato per aumentare il rischio dei loro investimenti e, non appena i prezzi di mercato iniziarono a scendere, iniziarono rapidamente a subire gli effetti del panico.

## Premesse
I primi anni 1850 videro una grande prosperità economica negli Stati Uniti, stimolata dalla grande quantità di oro estratto durante la corsa all'oro in California, che ampliò notevolmente l'offerta di moneta. Verso la metà degli anni 1850, la quantità di oro estratto iniziò a diminuire, rendendo cauti i banchieri e gli investitori dell'Ovest. Le banche della costa Est iniziarono a essere caute nei loro prestiti negli Stati Uniti orientali e alcune si rifiutarono persino di accettare valute cartacee emesse dalle banche dell'Ovest.
La Corte Suprema degli Stati Uniti emise la sentenza del caso Dred Scott contro Sandford nel marzo 1857. Dopo che lo schiavo Dred Scott aveva fatto causa per ottenere la libertà, il giudice capo Roger Taney stabilì che Scott non era un cittadino perché era nero e quindi non aveva il diritto di intentare un giudizio in tribunale. Taney stabilì inoltre incostituzionale il compromesso del Missouri e affermò che il governo federale non poteva vietare la schiavitù nei territori degli Stati Uniti. La decisione avrebbe chiaramente avuto un impatto significativo sullo sviluppo dei territori occidentali. Subito dopo la sentenza, iniziò "la lotta politica tra antischiavisti e schiavitù nei territori". I territori occidentali a nord della linea di compromesso del Missouri erano ora terreno aperto all'espansione della schiavitù, che ovviamente avrebbe avuto drastici effetti finanziari e politici: "I titoli fondiari del Kansas e i prezzi dei titoli delle ferrovie occidentali diminuirono leggermente subito dopo la sentenza su Dred Scott all'inizio di marzo." Questa fluttuazione dei titoli ferroviari dimostrò "che le notizie politiche sui territori futuri provocarono la sintonia nei mercati dei titoli ferroviari e dei terreni".
Prima del 1857, l'industria ferroviaria era in piena espansione a causa delle grandi migrazioni di persone verso ovest, in particolare nel Kansas. Il grande afflusso di persone rese le ferrovie un'industria redditizia e le banche iniziarono a fornire alle compagnie ferroviarie grandi prestiti. Molte delle società ferroviarie rimasero sempre "ferrovie di carta", non possedettero mai le risorse fisiche necessarie per gestirne una vera. I prezzi delle azioni ferroviarie nel loro insieme iniziarono a sperimentare una bolla azionaria, aggravata da interventi speculativi.

## Declino del mercato azionario
Nel luglio 1857 i valori delle azioni ferroviarie raggiunsero il picco. L'11 agosto 1857 la NH Wolfe and Company, la più antica azienda di farina e grano di New York, fallì, scuotendo la fiducia degli investitori e iniziando un lento sgonfiamento del mercato che continuò fino alla fine di agosto.

## Fallimento della Ohio Life Insurance and Trust Company
La mattina del 24 agosto 1857, il presidente dell'Ohio Life Insurance and Trust Company annunciò che la sua filiale di New York aveva sospeso i pagamenti. La società, una banca con sede nell'Ohio e con un secondo ufficio principale a New York, deteneva grandi ipoteche ed era il collegamento con altre banche di investimento dell'Ohio. Ohio Life fallì a causa di attività fraudolente da parte della direzione dell'azienda, che minacciarono di far fallire altre banche dell'Ohio o, peggio ancora, di creare una corsa alle banche. Secondo un articolo pubblicato sul New York Daily Times, "[Le filiali dell'Ohio Life di] New York City e Cincinnati [furono] sospese; con passività, si dice, di 7.000.000 dollari". Fortunatamente, le banche collegate all'Ohio Life sono state rimborsate ed "hanno evitato di sospendere la convertibilità co-assicurandosi a vicenda in modo credibile contro le corse agli sportelli". Il fallimento della Ohio Life gettò luce sullo stato finanziario dell'industria ferroviaria e dei mercati fondiari e contribuì a espandere il panico finanziario.

## Effetti duraturi
Nella primavera del 1858, "il credito commerciale si era prosciugato, costringendo i commercianti dell'Ovest, già pieni di debiti, a limitare nuovi acquisti di scorte". Gli acquisti limitati all'Ovest fecero ridurre le vendite e i profitti dei commercianti di tutto il paese. Le ferrovie "avevano creato un'economia nazionale interdipendente, e ora una recessione economica all'Ovest minacciava... [una] crisi economica. Poiché molte banche avevano finanziato ferrovie e acquisti di terreni, iniziarono a sentire gli effetti negativi della perdita di valore dei titoli ferroviari. Le linee ferroviarie Central Illinois, Erie, Pittsburgh, Fort Wayne e Chicago e le Reading furono tutte costrette a chiudere a causa della crisi finanziaria. Le ferrovie Delaware, Lackawanna and Western e le Fond du Lac dovettero dichiarare bancarotta.  Anche la Boston and Worcester Railroad Company andò incontro a gravi difficoltà finanziarie. I dipendenti furono informati in una nota scritta alla fine di ottobre 1857 che "gli introiti di Passeggeri e Merci sono diminuiti durante l'ultimo mese (rispetto al mese corrispondente dello scorso anno) di oltre ventimila dollari, con pochissime prospettive di qualsiasi miglioramento durante il prossimo inverno". L'azienda annunciò anche che i propri dipendenti avrebbero ricevuto una "riduzione dello stipendio del dieci per cento". Oltre al valore decrescente dei titoli ferroviari, gli agricoltori iniziarono a non pagare le rate dei prestiti sui loro terreni all'Ovest, sotto ipoteca, il che esercitò una pressione finanziaria ancora maggiore sulle banche.

Anche i prezzi del grano diminuirono in modo significativo e gli agricoltori subirono una perdita di entrate, causando il pignoramento da parte delle banche dei terreni acquistati di recente. Infatti, i prezzi dei cereali nel 1855 erano saliti alle stelle a 2,19 dollari lo staio e gli agricoltori avevano iniziato ad acquistare terreni per aumentare la loro produzione di raccolti, il che, a sua volta, avrebbe aumentato i loro profitti. Tuttavia, nel 1858, i prezzi del grano scesero drasticamente a 0,80 dollari lo staio. Molte città del Midwest subirono la pressione del panico. Ad esempio, la città di Keokuk, nell'Iowa, fu messa in crisi finanziaria a causa del panico:
Un enorme debito municipale ha amplificato i problemi di Keokuk. Nel 1858 la città aveva un debito di 900 000 dollari, principalmente in obbligazioni ferroviarie, mentre il valore della sua proprietà tassabile era sceso di 5,5 milioni di dollari. Lotti di terreno che prima della crisi avrebbero dato 1 000 dollari, ora non si riescono a vendere a 10 dollari. I proprietari immobiliari, colpiti duramente, non sono stati in grado di pagare le tasse e migliaia di proprietà sono scivolate in insolvenza fiscale.
Come risultato di una tale diminuzione dei prezzi, le vendite di terreni diminuirono drasticamente e l'espansione verso ovest sostanzialmente si arrestò fino alla fine del Panico. Sia i commercianti sia gli agricoltori iniziarono a soffrire per i rischi di investimento che si erano presi quando i prezzi erano alti.

## Rimedi
Nel 1859 il panico iniziò a spegnersi e l'economia a stabilizzarsi. Il presidente James Buchanan annunciò che il sistema della carta moneta sembrava essere la causa principale del panico e quindi decise di ritirare dall'uso tutte le banconote sotto i venti dollari. Inoltre, "consigliò alle banche statali di separarsi dalle banche commerciali [e le ha esortate] a seguire l'esempio del governo federale". Riteneva che ciò avrebbe ridotto l'offerta di moneta cartacea, consentendo il ripristino delle riserve in metallo prezioso e la diminuzione dell'inflazione. Buchanan voleva che le banche statali seguissero il governo federale, in particolare il sistema del Tesoro indipendente, che consentiva al governo federale di tenere il passo con i pagamenti in metallo prezioso. Ciò contribuì ad alleviare parte della tensione finanziaria causata dalla sospensione delle attività bancarie.
Nel suo messaggio sullo stato dell'Unione del 7 dicembre 1857, Buchanan disse:
Annunciò anche la nuova strategia di "riforma, non sollievo" e espresse la sua sensazione che "il governo provava simpatia per i singoli in difficoltà, ma non poteva fare nulla". Per evitare ulteriori panici finanziari, Buchanan esortò il Congresso degli Stati Uniti ad approvare una legge che prevedesse la decadenza immediata dell'autorizzazione di una banca se questa sospende i pagamenti in metallo prezioso. Inoltre chiese alle banche statali di mantenere un dollaro in metallo prezioso per ogni tre emessi in carta, e scoraggiò l'uso di obbligazioni federali o statali come garanzia sulle banconote per evitare inflazione futura.

## Risultati
Il risultato del panico del 1857 fu che l'economia del Sud, in gran parte agraria e con poche ferrovie, soffrì poco, ma l'economia del Nord subì un duro colpo e si riprese lentamente. L'area più colpita dal panico fu la regione dei Grandi Laghi, e le difficoltà di quella regione furono "rapidamente trasferite a quelle imprese dell'Est che dipendevano dalle vendite all'Ovest". Dopo circa un anno, gran parte dell'economia del Nord e dell'intero Sud si era ripresa dal panico.
Alla fine del Panico, nel 1859, le tensioni tra Nord e Sud riguardo alla questione della schiavitù negli Stati Uniti erano in aumento. Il panico del 1857 diede ragione a chi nel Sud credeva che il Nord avesse bisogno del Sud per mantenere più stabile l'economia, e le minacce del Sud di secessione furono temporaneamente sedate. Gli abitanti del Sud credevano che il panico del 1857 rendesse il Nord "più disponibile alle richieste del Sud" e avrebbe contribuito a mantenere la schiavitù negli Stati Uniti.
Secondo Kathryn Teresa Long, la ripresa di religiosità del 1857–1858 guidata da Jeremiah Lanphier iniziò tra gli uomini d'affari di New York nei primi mesi del Panico.

### Giornali dell'epoca
- "Affari commerciali" New York Daily Times, 28 agosto 1857
- "A New Tariff" New York Daily Times, 4 febbraio 1857